# Atletisme als Jocs Olímpics d'Estiu de 1932 - triple salt masculí
El triple salt masculí va ser una de les proves del programa d'atletisme disputades durant els Jocs Olímpics d'Estiu de Los Angeles de 1932. La prova es va disputar el 4 d'agost de 1932 i hi van prendre part 16 atletes de 12 nacions diferents. Es permetia un màxim de tres atletes per país. La competició fou guanyada per Chūhei Nambu, que va establir un nou rècord del món.

## Medallistes
| Or                 | Plata               | Bronze                |
| Chuhei Nambu (JAP) | Erik Svensson (SWE) | Kenkichi Oshima (JAP) |

## Rècords
Aquests eren els rècords del món i olímpic que hi havia abans de la celebració dels Jocs Olímpics de 1932.
| Rècord del Món | 15,58 m  | Mikio Oda   | Tòquio (JAP) | 27 d'octubre de 1931 |
| Rècord Olímpic | 15,525 m | Nick Winter | París (FRA)  | 12 juliol 1924       |

En la final, en el seu cinquè salt, Chūhei Nambu va establir un nou rècord del món amb un salt de 15,72 metres.

## Horari
| Data                     | Hora  | Ronda |
| ------------------------ | ----- | ----- |
| dijous 4 d'agost de 1932 | 14:30 | Final |

## Resultats
La competició es va disputar directament amb la final.
| Pos. | Atleta                | Nació         | 1          | 2          | 3          | 4          | 5          | 6          | Distància   | Notes |
| ---- | --------------------- | ------------- | ---------- | ---------- | ---------- | ---------- | ---------- | ---------- | ----------- | ----- |
| 1    | Chūhei Nambu          | Japó          | 15.07      | 14.67      | 15.22      | 14.89      | 15.72 WR   | 14.85      | 15.72       | WR    |
| 2    | Erik Svensson         | Suècia        | 14.21      | 15.32      | X          | 14.70      | 14.77      | X          | 15.32       |       |
| 3    | Kenkichi Oshima       | Japó          | X          | X          | 15.05      | X          | 14.85      | 15.12      | 15.12       |       |
| 4    | Eamonn Fitzgerald     | Irlanda       | 14.89      | 15.01      | desconegut | desconegut | desconegut | desconegut | 15.01       |       |
| 5    | Wim Peters            | Països Baixos | desconegut | desconegut | desconegut | desconegut | desconegut | desconegut | 14.93       |       |
| 6    | Sol Furth             | Estats Units  | desconegut | desconegut | desconegut | desconegut | desconegut | desconegut | 14.88       |       |
| 7    | Sid Bowman            | Estats Units  | desconegut | desconegut | desconegut | desconegut | desconegut | desconegut | 14.87       |       |
| 8    | Rolland Romero        | Estats Units  | desconegut | desconegut | desconegut | desconegut | desconegut | desconegut | 14.85       |       |
| 9    | Péter Bácsalmási      | Hongria       | desconegut | desconegut | desconegut | desconegut | desconegut | desconegut | 14.33       |       |
| 10   | Francesco Tabai       | Itàlia        | desconegut | desconegut | desconegut | desconegut | desconegut | desconegut | 14.29       |       |
| 11   | Onni Rajasaari        | Finlàndia     | desconegut | desconegut | desconegut | desconegut | desconegut | desconegut | 14.20       |       |
| 12   | Mikio Oda             | Japó          | desconegut | desconegut | desconegut | desconegut | desconegut | desconegut | 13.97       |       |
| 13   | Nikolaos Papanikolaou | Grècia        | desconegut | desconegut | desconegut | desconegut | desconegut | desconegut | 13.92       |       |
| 14   | Mehar Chand Dhawan    | Índia         | desconegut | desconegut | desconegut | desconegut | desconegut | desconegut | 13.66       |       |
| 15   | Salvador Alanís       | Mèxic         | desconegut | desconegut | desconegut | desconegut | desconegut | desconegut | 13.28       |       |
| —    | Jack Portland         | Canadà        | X          | X          | X          | X          | X          | X          | Sense marca |       |